# Taciba
Taciba is een gemeente in de Braziliaanse deelstaat São Paulo. De gemeente telt 5.675 inwoners (schatting 2009).

## Aangrenzende gemeenten
De gemeente grenst aan Anhumas, Martinópolis, Nantes, Narandiba, Regente Feijó, Alvorada do Sul (PR) en Porecatu (PR).